# Бурзи, Валериан Эрихович
Бурзи́ Валериан Эрихович (22 ноября 1917 г., Херсон — 7 апреля 1945 г., д. Рыцерка Гурна, Польша) — советский разведчик-нелегал, руководитель разведывательно-диверсионных групп НКГБ на оккупированных территориях. Кавалер ордена Красной Звезды (1944).

## Детство и юность
Бурзи Валериан Эрихович родился 22 ноября 1917 года в городе Херсоне, по национальности немец.
Из воспоминаний родного брата Константина Эриховича Бурзи: 
«Его выходила, выкормила и выпестовала тетушка, которая оказалась для него второй матерью. Валерик был очень слаб, болел золотухой и только благодаря неустанным заботам тетушки стал здоровым мальчиком».
С детства Валериан был живым и общительным ребёнком, который постоянно что-то мастерил. Любовь к технике сохранилась у него и в юношеские годы, когда он учился в средней школе, где также развивались его способности организатора. Сам он учился хорошо и вёл за собой весь класс, пользовался уважением и симпатиями товарищей. Тогда он смонтировал самодельный любительский радиоприёмник. Это увлечение и определило выбор специальности при поступлении в высшее учебное заведение. 
После окончания в 1935 году школы (в настоящее время Херсонская гимназия № 20 им. Бориса Лавренёва)  Валериан поступил в Ленинградский электротехнический институт имени В. И. Ульянова (Ленина), выпускником которого стал в 1941 году.
До войны работал инженером-электриком на судостроительном заводе в г. Николаеве. В феврале 1941 года вступил в ряды ВКП(б).

## Роль в Великой Отечественной войне
Сразу после начала Великой Отечественной войны Валериан Бурзи выразил желание работать в тылу немецко-фашистских войск по заданию советской разведки. Перед тем, как Бурзи попал в тыл противника, он писал: 
«Я, член Коммунистической партии (большевиков), Бурзи Валериан Эрихович, сознавая долг в борьбе с немецким фашизмом, даю добровольное согласие работать по заданию советской разведки на оккупированной фашистами территории»
После прохождения специальной подготовки в разведшколе Бурзи получил оперативный псевдоним «Ефремов». В ночь с 14 на 15 июня 1943 года самолётом он был доставлен в район села Гороховка Николаевской области (в 50-ти километрах от Херсона), где благополучно приземлился с парашютом. Остановился Валериан у отца. Из воспоминаний родного брата: 
«Однажды в Херсоне появился Валерик. Обосновался у папы. Заявил, что бежал от большевиков в районе Харькова и оттуда пешком добрался домой в Херсон. Папа заметил, что у Валерика совершенно новая обувь, и в вещевом мешке он принес консервы советских заводов и приличную сумму денег. Папа понял, зачем Валера оказался в Херсоне, но не ставил прямых вопросов и молча поддерживал высказанную им версию бегства от большевиков. Через несколько дней после прихода сына в кукурузе был найден чей-то парашют».
Благодаря немецкому происхождению и хорошим документам устроился инженером в научно-исследовательский институт хлопководства. Это учреждение относилось к оборонному ведомству, поскольку даже недозрелый на Херсонщине хлопок использовали как компонент для изготовления взрывчатых веществ. 
Главное задание разведчика Бурзи состояло в сборе сведений об экономической и военной обстановке на юге Украины. Документы работника института давали ему возможность разъезжать по всей Херсонщине. Одновременно со сбором экономических разведданных Бурзи добыл материалы об агентуре гестапо среди херсонцев. Настала пора переправлять собранное за линию фронта. Вскоре по институту начала распространяться информация о том, что кто-то видел жену Бурзи в Мелитополе (по словам разведчика, они потеряли друг друга в начале войны). Для Валериана (а слух пустил он сам) это был очень удобный случай легально покинуть Херсон. Он якобы отправился в командировку в Мелитополь, который находился в зоне хлопководства. Когда срок командировки закончился, а Бурзи не вернулся, директор потребовал объяснений у отца разведчика, Эриха Христофоровича, на что тот с упреком заявил: «Это вы послали моего сына в район, где идут бои. Верните мне сына!».
В декабре 1943 года Бурзи был направлен Народным Комиссаром Государственной безопасности Украинской ССР в Одессу для связи с Николаем Гефтом. Бурзи, связавшись с Гефтом и получив от него разведывательные сведения, в течение января — марта 1944 года неоднократно пытался перейти через линию фронта, но, потерпев неудачу, вынужден был остаться в Одессе до её освобождения. Продолжал работать вместе с Гефтом.
После освобождения Одессы Валериан Бурзи и Николай Гефт были направлены на доподготовку и затем заброшены с диверсионной группой «Авангард» (10 человек) по заданию 4-го Управления НКГБ УССР на территорию Польши в район города Кракова. Руководителем группы был назначен Гефт (Золотников), а его заместителем Бурзи (Ефремов).
Группе «Авангард» была поставлена задача: 
...проведение диверсии на железнодорожных коммуникациях и важных промышленных объектах, организация агентурной работы, ликвидация высшего офицерского состава вермахта, карательных органов, видных чиновников оккупационных властей и функционеров НСДАП. 
.
В ночь на 6 августа 1944 года группа Гефта с Житомирского аэродрома была благополучно доставлена в район действия оперативно-чекистского подразделения НКГБ СССР «Валька», в 50 км северо-восточнее Кракова.
С группой была установлена регулярная радиосвязь, она должна была продвигаться в район Бреслау «для выполнения основного задания», однако 24 августа 1944 года разведчики натолкнулись на засаду. Ведя бой с превосходящими силами противника, группа понесла значительные потери, был убит командир группы Николай Гефт. Командование отрядом принял на себя «капитан Ефремов» — Валериан Бурзи. 
С октября 1944 года по апрель 1945-го «Авангард» под командованием капитана Ефремова (Бурзи) дислоцировался в труднодоступных горных районах Живецких Бескид в зоне действия 49 горного корпуса вермахта, выполнив ряд заданий по уничтожению вражеских объектов. По планам Гитлера в этих местах должна была пройти неприступная линия обороны, «которая способна надолго задержать наступление Красной армии». Основной задачей отряда было «оказание помощи наступавшим войскам». 
7 апреля 1945 года в окрестностях Рыцерки Гурной у хутора (пол. Czanieckich)  разведывательно-диверсионная группа капитана Ефремова «Авангард», состоявшая из 16-ти бойцов, приняла неравный бой с превосходящими силами противника. Восемь из шестнадцати разведчиков остались на поле боя, погиб и командир группы «капитан Ефремов» — Валериан Бурзи. Каратели не стали преследовать остатки отряда. Обвинив мирных жителей в пособничестве партизанам, они сожгли хутор и расстреляли 10 человек.
Валериан Эрихович Бурзи (капитан Ефремов) был с почестями похоронен 9 апреля 1945 года на территории костёла в местечке  Райча.

## Награды
- Орден Красной Звезды (1944).

## Память
- В городе Херсоне в честь Валериана Бурзи названа улица[13].
- В Польше, недалеко от горной деревни Рыцерка Гурна, на месте гибели капитана Ефремова установлен памятный знак[12].
- Деятельность Бурзи в годы войны описана в книге Виктора Семеновича Михайлова «Повесть о чекисте»[14].

## Статьи и публикации
- Александр Захаров. Разведчик Валериан Бурзи // Мой город - Херсон : Альманах. — 2009.
- Александр Захаров. Память «капитана Ефремова» чтят в Польше, но не в Херсоне... // Інформаційне агентство "Херсонці" : портал. — 2013. — 13 мая.
- Александр Скороход. «Фриц поганый», ученый и командир (По материалам газеты „Гривна“) // Херсон : Информационный портал. — 2004. — 8 мая.